# جيفرسون سميث
جيفرسون سميث (بالإنجليزية: Jefferson Smith)‏ هو مقدم برامج إذاعية ومحامي وسياسي أمريكي، ولد في 29 يونيو 1973 في بورتلاند في الولايات المتحدة. حزبياً، نشط في الحزب الديمقراطي لولاية أوريغون ‏. وقد انتخب عضو مجلس نواب أوريغون.